# Łączyn (województwo świętokrzyskie)
Łączyn – wieś sołecka w Polsce położona w województwie świętokrzyskim, w powiecie jędrzejowskim, w gminie Jędrzejów.
Wieś duchowna, własność opactwa cystersów jędrzejowskich położona była w drugiej połowie XVI wieku w powiecie ksiąskim województwa krakowskiego. W latach 1975–1998 miejscowość administracyjnie należała do województwa kieleckiego.

## Części wsi
| SIMC    | Nazwa     | Rodzaj     |
| ------- | --------- | ---------- |
| 0240419 | Dziadówki | przysiółek |

## Historia
„Łątczyn” – pierwotna nazwa obecnej wsi Łączyn w powiecie jędrzejowskim, gminie Raków, parafii Jędrzejów. Wieś leży przy trakcie bitym z Kielc na Miechów do Krakowa idącym, odległy 2 wiorsty od Jędrzejowa
W roku 1153 wieś występuje  pod nazwą  „Lantczyno”. W dokumencie z r. 1153 wieś wymieniona wśród włości klasztoru jędrzejowskiego (Kodeks małopolski t.I, s.51 i t.II, 1). 
Wieś nadana została klasztorowi jędrzejowskiemu cystresów wraz z dziesięcinami przez Jana arcybiskupa gnieźnieńskiego. 
- 1263  książę Bolesław potwierdza zamianę jaką uczynił komes Sułek wojewoda krakowski, dając klasztorowi jędrzejowskiemu „omnem possesionom camerarioram et agazonuro de Lantczyn et in Nagłowice terram ąuandam ad tria aratra“ w zamian za włość klasztorną Krzesławice (Kodeks małopolski t.I s.79).
- Władysław Łokietek, książę krakowski, nadaje klasztorowi całą wieś książęcą „Lantczyno* (Kodeks małopolski I, 169).
- Bertrand, opat jędrzejowski, sprzedaje w 1379 sołtystwo w Łątczynie Stefanowi z Deszna (de Dyrzno) i jego synowi za 60 grzywien z prawem osadzenia na prawie niemieckim. Obok 8 łanów już osadzonych, sołtys mógł osadzić jeszcze 12 łanów, mających po 42 mórg długości[8].

Osadnicy mieć będą 8 lat wolności. Czynsz wynosić będzie pól grzywny z łanu. Opat zostawia sobie dwór, spichlerz i 4 łany. (Kodeks małopolski t.I s.410).
- 1827 wieś poduchowna spisano tu 10 domów, 98 mieszkańców[9]
- 1921 według spisu powszechnego wieś Łątczyn posiadała 51 domów 321 mieszkańców[10]